# Narcosi
La narcosi és l'estat de sopor o són produïdes per un narcòtic. A causa de la seva semblança amb l'anestèsia, la narcosi és coneguda i acceptada com una manifestació d'efectes de gasos anestèsics. Els efectes de la narcosi i els gasos anestèsics són sovint força idèntics.
Es coneixen diversos tipus de narcosi:
- Narcosi basal que es caracteritza per pèrdua total del coneixement i amnèsia.
- Narcosi bulbar que és produïda per injecció d'un anestèsic local en l'espai subaracnoidal medul·lar.
- Narcosi crepuscular és aquella narcosi lleu que permet petites intervencions quirúrgiques.
- Narcosi d'insuflació o anestèsia per via inhalatòria.
- Narcosi intravenosa o anestèsia per via intravenosa.
- Narcosi medul·lar o raquianestèsia.
- Narcosi de Nussbaum que era un tipus de narcosi general utilitzada anteriorment i que era produïda mitjançant èter o cloroform, després d'una injecció de morfina.
- Narcosi de les profunditats o narcosi de nitrogen que és una síndrome que apareix en individus sotmesos a sobrepressió, especialment submarinistes a partir d'una certa profunditat, a causa de l'augment del CO₂ i O₂ tissulars.
- Narcosi prolongada que es caracteritza per la bona tolerància dels narcòtics emprats i que permet durades aptes per a qualsevol cirurgia.